# Carnival Liberty
El Carnival Liberty es un crucero de la clase Conquest operado por Carnival Cruise Line. Construido por Fincantieri en su astillero Monfalcone en Friuli-Venezia Giulia, norte de Italia, fue bautizado en Civitavecchia, Italia, el 19 de julio de 2005. El Carnival Liberty fue el primer barco en presentar un teatro junto a la piscina de un crucero (Carnival's Seaside Theater), una pantalla LED de 12 pies (3,7 m) de alto por 22 pies (6,7 m) de ancho. Ubicado junto a la piscina central en la cubierta Lido, se utiliza para mostrar películas, eventos deportivos, conciertos y otra programación de barcos.